# Mărunţei
Mărunţei é uma comuna romena localizada no distrito de Olt, na região de Oltênia. A comuna possui uma área de 60.15 km² e sua população era de 4539 habitantes segundo o censo de 2007.